# The Village Lanterne
The Village Lanterne (с англ. — «Деревенский фонарь») — пятый студийный альбом проекта Blackmore's Night. Релиз состоялся 4 апреля 2006 года. Лейбл — Steamhammer SPV.
Российское коллекционное издание (студия «Союз») включало матрёшку в виде Ричи Блэкмора.

## Список композиций
Авторы песен — Ричи Блэкмор и Кэндис Найт, если не указано иное.
1. «25 Years» — 4:58
2. «Village Lanterne» — 5:14
3. «I Guess It Doesn’t Matter Anymore» — 4:50 — песня про Resurrection Mary
4. «The Messenger» (Блэкмор) — 2:55
5. «World of Stone» (Блэкмор/народная песня, Найт) — 4:26
6. «Faerie Queen» / «Faerie Dance» (Блэкмор) — 4:57
7. «St. Teresa» (Joan Osborne, Eric Bazilian, Rob Hyman, Rick Chertoff) — 5:26
8. «Village Dance» (Блэкмор) — 1:58
9. «Mond Tanz» (Блэкмор) / «Child in Time» (Блэкмор, Иэн Гиллан, Роджер Гловер, Джон Лорд, Иэн Пейс) — 6:12
10. «Streets of London» (Ральф Мактелл)- 3:48
11. «Just Call My Name (I’ll Be There)» — 4:49
12. «Olde Mill Inn» — 3:21
13. «Windmills» — 3:27
14. «Street of Dreams» (Блэкмор, Джо Линн Тёрнер) — 4:31

### Limited Edition Bonus tracks
1. «Call It Love»
2. «Street of Dreams» с участием Джо Линн Тёрнер
3. CD Extra Video Part — Village Lanterne Interview + Castles and Dreams Trailer

### USA Bonus tracks
1. «Call It Love»
2. «Street of Dreams» с участием Джо Линн Тёрнер
3. «All Because of You» (Radio Edit)

### Japan Bonus tracks
1. «Once in a Garden»
2. «Street of Dreams» feat. Joe Lynn Turner

## Участники записи
- Ritchie Blackmore — электро– и акустическая гитары, ударные инструменты, колёсная лира
- Candice Night — вокал, шалмей, блокфлейта, chanter
- Pat Regan — клавишные
- Sir Robert of Normandie (Robert Curiano) — бас-гитара
- Sisters of the Moon: Lady Madeline and Lady Nancy (Madeline and Nancy Posner) — вокал
- Bard David of Larchmont (David Baranowski) — клавишные
- Sarah Steiding — скрипка
- Anton Fig — ударные
- Joe Lynn Turner — vocals on the bonus version of 'Street of Dreams'

### Приглашённые музыканты
- Albert Dannemann — волынка, бэк-вокал
- Ian Robertson and Jim Manngard — бэк-вокал